# Georg Arnold Heise

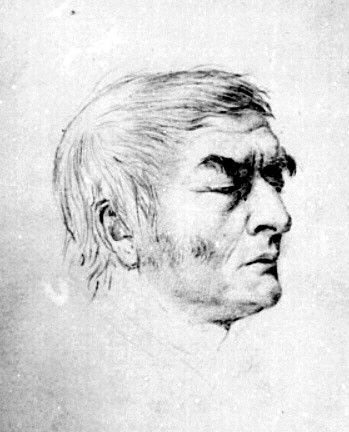
Georg Arnold Heise

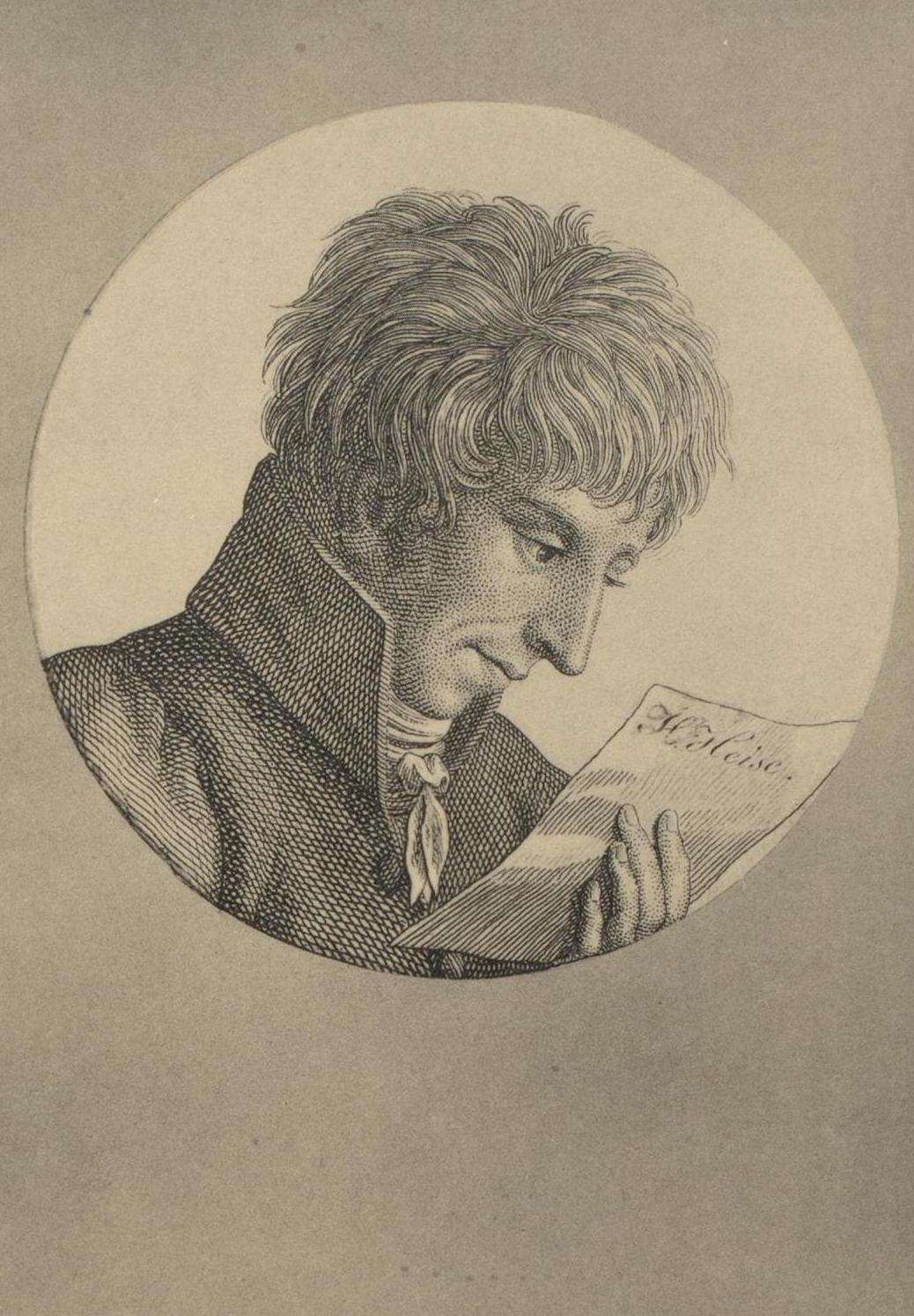
Georg Arnold Heise

Georg Arnold Heise (* 2. August 1778 in Hamburg; † 6. Februar 1851 in Lübeck) war ein bedeutender deutscher Rechtsgelehrter, Präsident des Oberappellationsgerichts der vier Freien Städte und ein Vertreter der Historischen Rechtsschule.

## Leben
Nach Schulbesuch in Hamburg und Studium in Jena und Göttingen bestand er 1802 sein Doktorexamen. Durch Vermittlung seines Freundes Friedrich Carl von Savigny wurde er als außerordentlicher Professor für Kirchenrecht nach Heidelberg berufen. 1814 kehrte er als Professor für Römisches Recht nach Göttingen zurück. Nur vier Jahre später, 1818, gab er sein Lehramt auf und wechselte in den hannoverschen Staatsdienst.
1820 wurde Heise zum ersten Präsidenten des neugeschaffenen Oberappellationsgerichts der vier Freien Städte in Lübeck berufen. In den drei Jahrzehnten seiner Präsidentschaft entwickelte das Gericht überregionale Bedeutung, nicht nur für die Freien Städte, sondern darüber hinaus auch als Schiedsgericht bei Streitigkeiten zwischen den Staaten des Deutschen Bundes.
Heises Grab befindet sich auf dem Friedhof der St. Jürgen-Kapelle im Lübecker Stadtteil St Jürgen.

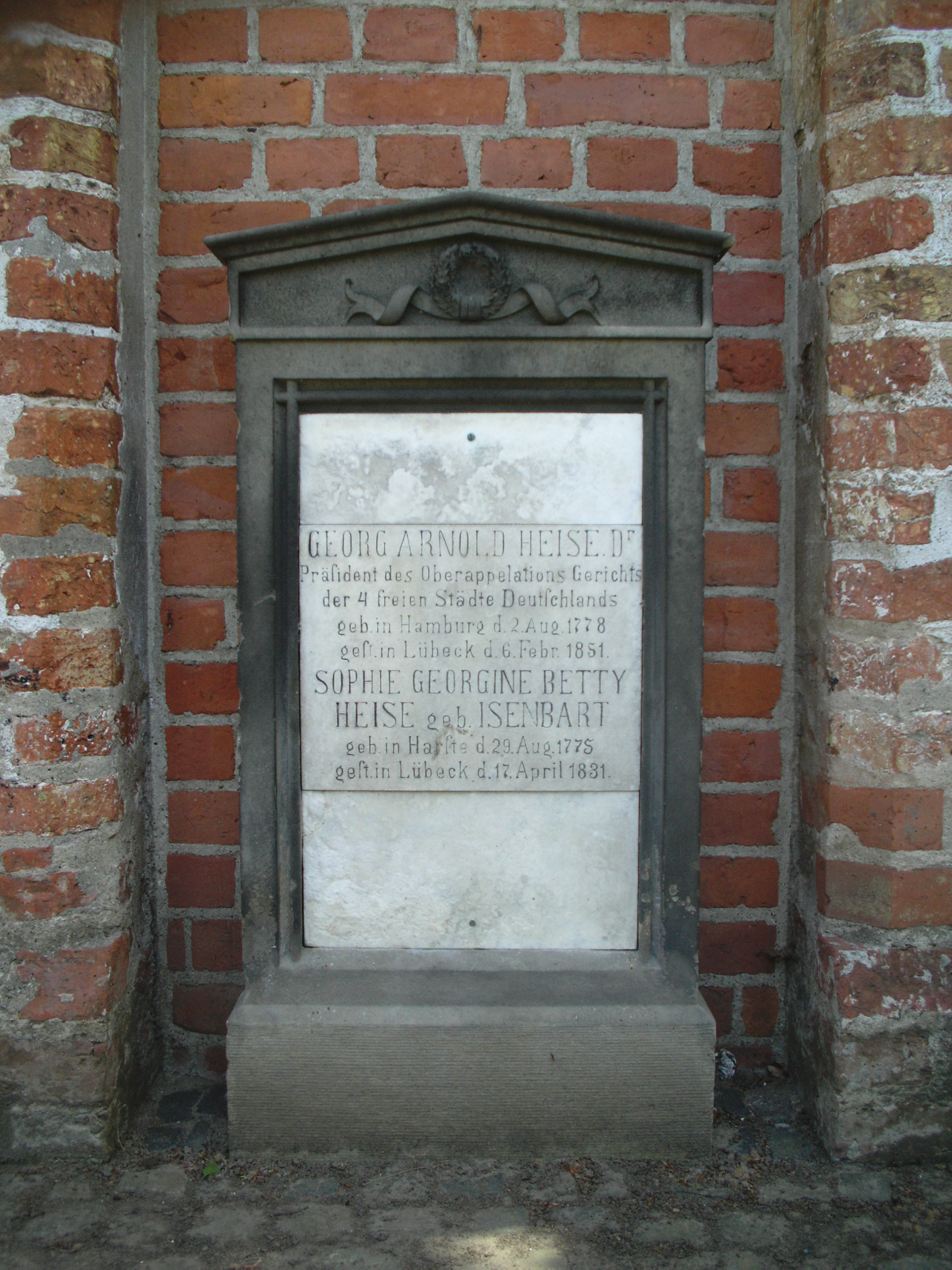
Georg Arnold Heises Grab

## Bedeutung
Der Jurist Bernhard Windscheid schrieb später, es hätte für einen ambitionierten Juristen jener Zeit eigentlich nur zwei höchste Ehren gegeben: Nachfolger Savignys zu werden oder an Heises Stelle zu treten. Viele Entscheidungen des Gerichts unter Heises Präsidentschaft haben das Handelsrecht stark vorangetrieben und rechtsbildend gewirkt.
Heises Einfluss als akademischer Lehrer reichte durch seine Schriften noch weit über seine eigene Lehrtätigkeit hinaus. Das galt vor allem für seine immer wieder aufgelegten Pandekten-Vorlesungen. Als Richter gilt er in der Forschung als der bedeutendste Mittler zwischen dem Pandektensystem und der Gerichtspraxis.

## Werke
- Grundriss eines Systems des Gemeinen Civilrechts zum Behuf von Pandecten-Vorlesungen. Mohr und Zimmer, Heidelberg 1807; 3. Auflage 1819; mehrere Nachdrucke, zuletzt 1997, ISBN 3-8051-0302-6
- mit Friedrich Cropp (Hrsg.): Juristische Abhandlungen mit Entscheidungen des Oberappellationsgerichts der vier freien Städte Deutschlands., Friedrich Perthes, Hamburg

1. Band, 1827 Digitalisat
2. Band, 1830 Digitalisat
- Heises Handelsrecht. Hrsg. von A. Wunderlich. Frankfurt/M. 1858